# José Velásquez (labdarúgó)
José Manuel Velásquez Castillo (Lima, 1952. június 4. –) válogatott perui labdarúgó, középpályás.

## Pályafutása

### Klubcsapatban
1971 és 1978 között az Alianza Lima, 1979-ben a kolumbiai Independiente Medellín, 1980–81-ben a kanadai Toronto Blizzard labdarúgója volt. 1982-ben visszatért az Independientéhez, 1983–84-ben az Alianzához. 1984–85-ben a spanyol Hércules, 1986–87-ben a chilei Deportes Iquique játékosa volt. 1987-ben az Alianza csapatában fejezte be az aktív labdarúgást. Az Alianzával három perui bajnoki címet szerzett.

### A válogatottban
1972 és 1985 között 82 alkalommal szerepelt a perui válogatottban és 12 gólt szerzett. Tagja volt az 1975-ös Copa América-győztes csapatnak. Részt vett az 1978-as argentínai és az 1982-es spanyolországi világbajnokságon.

## Sikerei, díjai
Peru
- Copa América
  - győztes: 1975
  - bronzérmes (2): 1979, 1983

 Alianza Lima
- Perui bajnokság
  - bajnok (3): 1975, 1977, 1978